# اکیگاند
اکیگاند (به انگلیسی: Akkigund) یک روستا در هند است که در کارناتاکا واقع شده‌است.